# Ceropegia cordiloba
Ceropegia cordiloba ist eine Pflanzenart aus der Unterfamilie der Seidenpflanzengewächse (Asclepiadoideae). Sie kommt nur in Tansania vor.

## Beschreibung

### Erscheinungsbild und Blatt
Ceropegia cordiloba ist eine ausdauernde, krautige Pflanze. Als Überdauerungsorgan wird eine bei einer Höhe von etwa 50 mm und einem Durchmesser von etwa 40 mm kugelige, seitlich etwas eingeengte Wurzelknolle gebildet, die etwa 3 mm tief in der Erde sitzt. Die kletternden, bis zu 1,5 Meter langen, windenden Sprossachsen sind rau behaart und leicht purpurfarben. Die Laubblätter sind in Blattstiel und Blattspreite gegliedert. Der Blattstiel ist 15 bis 38 mm lang. Die Blattspreiten sind bei einer Länge von 60 bis 70 mm sowie einer Breite von 30 bis 55 mm eiförmig mit herzförmiger Basis und zugespitztem äußeren Ende. Die Blattoberseite und -unterseite ist fein flaumig behaart, die Blattränder sind ganzrandig, selten gebuchtet und fein bewimpert.

### Blütenstand und Blüte
Im ungestielten Blütenstand sitzen in dichten Büscheln 2 bis 20 Blüten. Die Blüten öffnen sich paarweise oder nacheinander und gewöhnlich sind mehrere Blüten gleichzeitig offen. Der Blütenstiel ist 6 bis 20 mm lang. 
Die zwittrigen Blüten sind zygomorph und fünfzählig doppelter Blütenhülle. Die fünf blass gelb-grünen und spärlich behaarten Kelchblätter sind bei einer Länge von etwa 2 mm und einer Breite von etwa 0,5 mm linealisch-nadelförmig mit gespitzten und abgespreizten Enden. Die Blütenkrone ist 2 bis 2,2 cm lang. Die fünf Kronblätter sind zu einer nur sehr wenig gekrümmten, schlanken, außen weitgehend kahlen, 15 bis 17 mm langen Kronröhre (Sympetalie) verwachsen, die fast drei Viertel der Gesamtlänge der Blütenkrone einnimmt. Das untere Drittel der Kronröhre ist zum sogenannten „Kronkessel“ mit einer Länge von etwa 6 mm und einem Durchmesser von 5 bis 6 mm annähernd kugelig aufgebläht. Die eigentliche Kronröhre nimmt oberhalb des „Kronkessels“ rasch auf 1,5 bis 2 mm Durchmesser ab und erweitert sich trichterförmig zur Mündung der Blütenkrone bzw. der Kronröhre auf 6 bis 8 mm. Die Außenseite der Kronröhre zeigt eine grünliche Grundfarbe, mit weißlich grünen Schatten auf dem „Kronkessel“ und purpurfarbenen Längsstreifen, die vom Inneren durchscheinen. Im Bereich der Mündung der Blüte ist die Außenseite blassgrün. Die Mündung innen ist gelblich grün. Die Kronblattzipfel sind 6 bis 8 mm lang und 3 mm breit, die Spitzen sind miteinander verbunden. Die Platte (Lamina, Fläche des Kronblattzipfels) des Zipfels ist kaum zurückgebogen. Die äußeren Teile der Lamina sind gelblich-grün und kahl, die inneren Teile nahe dem Kiel und die Basis sind spärlich weiß behaart. Die Zipfel bilden eine längliche, käfigartige Struktur mit schirmförmiger Oberseite, die jedoch nur schlitzartige Einlässe in das Blüteninnere offen lässt. Sie wird zum oberen Ende hin zunehmend dunkler grün. Die weißlich-durchscheinende Nebenkrone ist nur kurz gestielt, ist 2,8 mm lang (hoch) und 2,3 mm breit. Sie ist an der Basis tief becherförmig verwachsen. Die fünf Zipfel der interstaminalen äußeren Nebenkrone sind nicht geteilt und sind jeweils flach mit gezähnten purpurfarben getönten Rändern. Die purpurfarbenen Zipfel der staminalen inneren Nebenkrone sind linealisch, aufrecht stehend und sich zusammen neigend. Sie erreichen etwa die Höhe des Becherrandes der äußeren Nebenkrone. Die Staubblätter sind fast quadratisch und überragen den abgeflachten bis gerundeten Griffelkopf. Die gelblichen Pollinia messen 0,36 mm × 0,16 mm. Das Corpusculum ist dunkelbraun, linealisch-elliptisch und misst 0,12 mm × 0,05 mm.

### Frucht und Samen
Früchte und Samen sind bisher nicht bekannt.

## Vorkommen
Ceropegia cordiloba ist bisher nur von zwei Fundorten in Tansania bekannt: Distrikt Ludewa nahe der Mudunda-Missionsstation in der Njombe-Region in den Livingstone-Bergen sowie 9,5 km nordwestlich von Miyau und im Kiteza Forest Reserve bei Songea im Mbinga-Distrikt. Sie gedeiht im Buschland mit Sekundärwald und in Buschvegetation, die nach Buschfeuern entsteht, in Höhenlagen von 15 bis 2200 Meter.

## Taxonomie
Die Erstbeschreibung von Ceropegia cordiloba erfolgte 1939 durch Erich Werdermann in Revision der ostafrikanischen Arten der Gattung Ceropegia. in der Zeitschrift Botanische Jahrbücher für Systematik, Pflanzengeschichte und Pflanzengeographie, Band 70, S. 209. Herbert Huber fasste das Taxon jedoch lediglich als Varietät Ceropegia papillata var. cordiloba von Ceropegia papillata auf; die späteren Autoren sind dieser Auffassung gefolgt. Masinde in Goyder et al. 2012 etablierte das Taxon jedoch aufgrund der Unterschiede in der Blütenkrone und der Nebenkrone wieder als eigenständige Art.

## Belege